# Rambo Amadeus

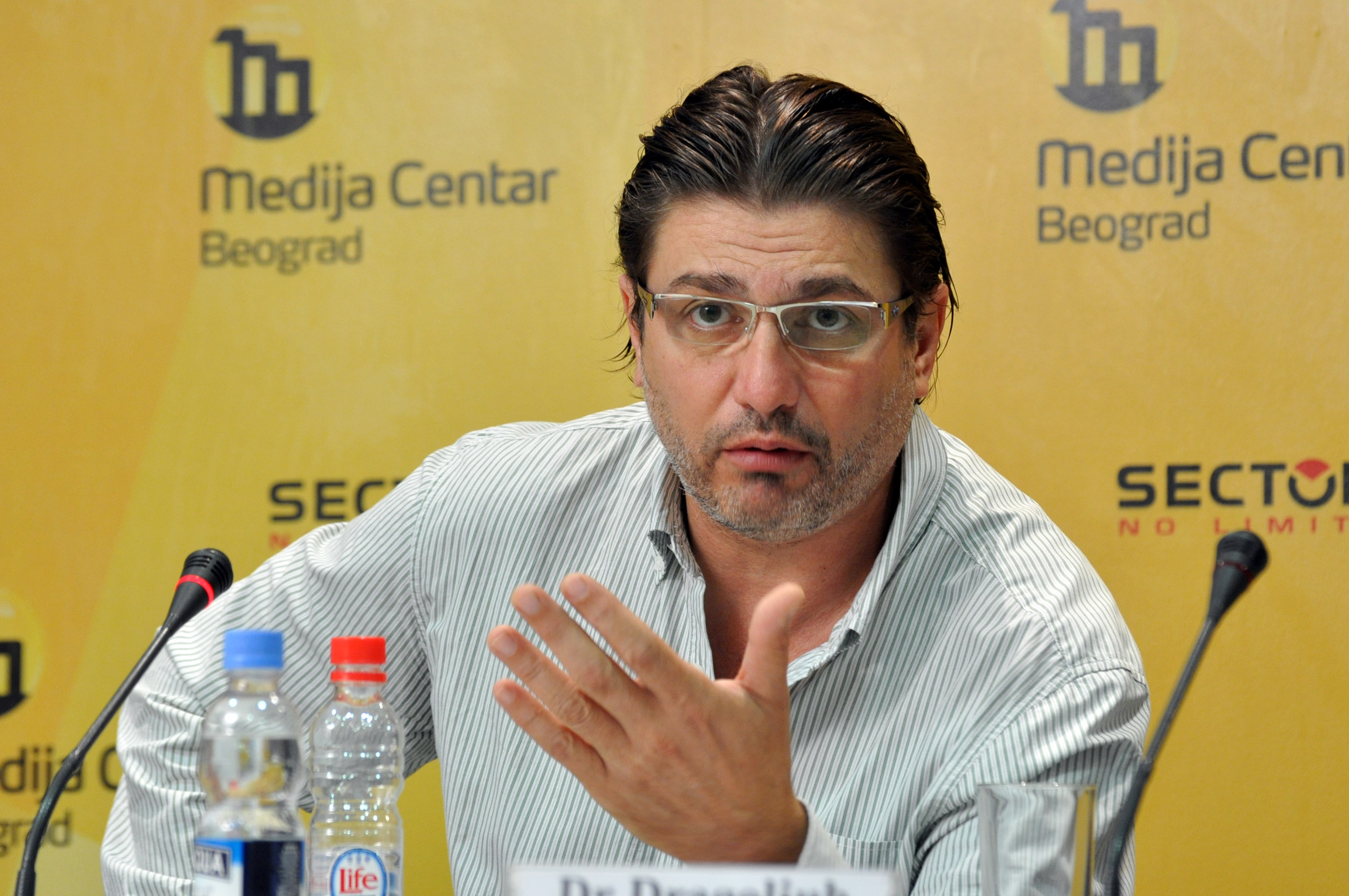
Rambo Amadeus

Rambo Amadeus, nome artístico de Antonije Pušić, (Alfabeto cirílico sérvio: Рамбо Амадеус, Kotor, Montenegro, RSF Jugoslávia, 14 de Junho de 1963) é um ex YU cantor.

## Biografia
Formou-se em Matemática na Faculdade de Ciências da Universidade de Belgrado, tendo também completado o sexto ano de piano na escola elementar de música na capital servia.
Antes de enveredar por uma carreira musical, entre 1972 e 1984, Rambo destacou-se como velejador, tendo representado a Jugoslávia em diversas regatas internacionais. Durante este período, ganhou por oito vezes a regata montenegrina, venceu o concurso do sul do Adriático e alcanço a taça Đerdap em 1980. Ainda hoje, ocasionalmente, participa em regatas recreacionais no golfo de Kotor.
A sua paixão pela interpretação e pela composição teve início durante os seus estudos no secundário, o que rapidamente o levou a integrar diversas bandas locais em Herceg Novi e Titograd. Em 1985 mudou-se para Belgrado, para dar inicio à sua formação superior, tendo paralelamente integrado variadas bandas musicais amadoras.
Em 1988, através de uma edição de autor, publicou o seu primeiro trabalho de longa duração – O Tugo Jesenja. As composições misturavam sons étnicos, com outros mais modernos e até algumas sonoridades de ópera, coadjuvados com poemas satíricos de intervenção. O sucesso foi imediato, tendo-lhe permitido conhecer o produtor Saša Habić e assinado pela companhia PGP RTB.
Seguiu-se, em 1989, o CD Hoćemo gusle, que o consagrou como ativista político, muito na onda dos nossos Homens da Luta. Um dos temas incluídos no álbum – Amerika i Engleska – tinha como título original Kataklizma Komunizma (cataclismo do comunismo), tendo sofrido censura, impedindo a sua edição na versão original.
Em 1991, o seu terceiro CD de originais, M-91, foi editado, enquanto o conflito na ex-Jugoslávia se encontrava no seu auge. Não é por isso de estranhar que este foi, até hoje, o seu trabalho mais político, refletindo toda a confluência e alterações que ocorriam nos Balcãs. A sua atmosfera obscura, crítica e militarista, levou a que o álbum se tornasse uma referencia nos vários territórios da ex-Jugoslávia. Faixas como "Smrt Popa Mila Jovovića", "Jemo Voli Jem", "Hej Vojnici Vazduhoplovici" e "Zdravo Damo" tornaram-se êxitos instantâneos, representando uma época histórica crucial no país.
M-91 consolidou a presença de Rambo no panorama musical da Jugoslávia, iniciando as suas tournées em locais emblemáticos do pais, como Sava Centre. Ao mesmo tempo, atuou variadíssimas vezes em diversos programas televisivos na Sérvia, Montenegro, Croácia, Bósnia e Eslovénia. Por esta altura, editou também o seu primeiro Best Of – Izabrana Dela 1898 – 1994 – onde incluiu alguns temas originais, gravados em Paris entre 1993 e 1994, com Goran Vejvoda.
No final de 1997, Rambo voltou a gravar um novo CD original, Titanik – onde voltou a incluir sonoridades mais tradicionais, coadjuvadas com poemas satíricos e de grande intervenção política. Uma enorme tournée segue-se à edição deste trabalho, levando-o a atuar em todas as ex-repúblicas jugoslavas e em variadas cidades romenas, búlgaras e moldavas.
Cansado de toda a mediatização alcançada desde 1989, em 1998, Rambo Amadeus anunciou a sua retirada do panorama musical jugoslavo, após a atuação no Dom Sindikata. A seguir a este concerto memorável, Rambo mudou-se para Amesterdão, onde trabalhou na área da construção civil.
A sua retirada durou apenas 4 meses, voltando de seguida para Belgrado e reiniciando a sua carreira musical.
O novo milénio levou-o a editar o seu CD de maior projeção até ao momento –  Don’t Happy, Be Worry. Seguiram-se inúmeras aparições em diversos programas televisivos e variados concertos na Sérvia, Montenegro, Croácia e Bósnia.
Em 2005 editou o seu nono trabalho de originais, Oprem Dobro, com uma sonoridade na área do étno-jazz. Apesar do enorme sucesso, decidiu fazer uma pausa durante alguns anos, surgindo apenas como intérprete convidado em alguns programas televisivos.
O seu carisma, a sua longa carreira e os poemas de intervenção política levaram a que a televisão montenegrina o convidassem a representar o país no Festival Eurovisão da Canção 2012. O convite foi prontamente aceite, estando atualmente a preparar ativamente a sua atuação para Baku.

## Discografia

### Álbuns de estúdio
- 1988 - O tugo jesenja, PGP RTB
- 1989 - Hoćemo gusle, PGP RTB
- 1991 - Psihološko propagandni komplet M-91, PGP RTB
- 1995 - Muzika za decu, B92
- 1996 - Mikroorganizmi, Komuna
- 1997 - Titanik, Komuna
- 1998 - Metropolis B (tour-de-force), B92
- 2000 - Don't happy, be worry, Metropolis
- 2005 - Oprem Dobro, B92
- 2008 - Hipishizik Metafizik, PGP RTS
- 2015 - Vrh Dna, Mascom Records

### EPs
- 2008 - Yes No, Hip Son Music/Tunecore

### Álbuns ao vivo
- 1993 - Kurac, Pička, Govno, Sisa, Gema & DE
- 1998 - Koncert u KUD France Prešeren, Vinilmanija
- 2004 - Bolje jedno vruće pivo nego četri ladna, Metropolis

### Compilações
- 1994 - Izabrana dela, PGP RTS
- 1998 - Zbrana dela 1, Vinilmanija
- 1998 - Zbrana dela 2, Vinilmanija